# Список іншомовних письменників, народжених в Україні/Греки
Цей список є підсторінкою списку іншомовних письменників, народжених в Україні і об’єднує тих грецьких письменників, що народилися на території України в її сучасних межах (українські етнічні території за кордоном не враховуються). Він видрізняється від аналогічного списку російськомовних письменників тим, що до нього увійшли відомості про авторів, які писали фактично різними мовами: давньогрецькою, новогрецькою димотикою (лише два представники — Янніс Психаріс та Павел Саравас), румейською та урумською. Хоча остання не є спорідненою з ново- та давньогрецькою мовами, а належить до тюркської групи, автори, що пишуть нею, включені сюди через спільне етнічне походження, культурний фон, а також через невелику кількість таких авторів (лише три особи).
Принципу побудови списку та позначень, що в ньому використані, викладено в основному списку. Є два винятки. Перший стосується румейських літераторів: зважаючи на погану вивченість румейської літератури та на те, що після заборони грецького культурного життя в тридцяті роки й репресій проти діячів культури ця література на кілька десятиліть фактично перестала існувати, до цього списку включено якомога більше румейських персоналій, навіть якщо про них майже нічого не відомо (деякі з цих персоналій, можливо, не дуже заслуговують на вивчення, але зараз ми цього знати не можемо). Другий виняток — тут використано специфічні джерела; докладніше див. примітку.
| Ім’я                                                         | Ім’я рідною мовою                     | Місце народження                                                                    | Мова              | Джерела                                                                      | InterWiki | Додаткова інформація |
| Харалампій Акрітас                                           | ?                                     | село Чермалик, тепер Тельманівського району Донецької області                       | (румейс.)         | Вол, Х                                                                       | ?         | 1914–1938; поет; репресований |
| Алексій Арих                                                 | ?                                     | Костянтинівка, тепер Донецької області                                              | (румейс.), (рос.) | Х                                                                            | ?         | 1905–1945(?); літературний критик тридцятих років XX століття |
| Анатолій Якович Балджи (іноді зустрічається варіант Баладжі) | ?                                     | село Сартана, тепер селище Іллічівського району міста Маріуполя Донецької області   | (румейс.), (рос.) | КЛ/АДЛ/СР                                                                    | ?         | 1942; журналіст і прозаїк |
| Василь Бахтаров                                              | Василис Бахтарис                      | село Бугас (Максимівка Волноваського району Донецької області)                      | (румейс.), (рос.) | ВБА, Ч, НННСЗ, КЛ/АДЛ/СР                                                     | ?         | 1937–1996; поет |
| Сергій Биков                                                 | ?                                     | Малоянисоль                                                                         | (румейс.), (рос.) | ?                                                                            | ?         | † 1995; поет; по батькові — Савович |
| Біон Борисфенський                                           | Βίων ο Βορυσθενίτης                   | Ольвія, тепер біля Миколаєва                                                        | (д.-гр.)          | ИВЛ, КЛЭ, фах. дж.                                                           | немає     | III століття до нової ери; взагалі кажучи, він не письменник, а філософ та рітор, але надто вже екзотична епоха та колоритна постать                                                  |
| Дем’ян Бгадіца                                               | Διμιάνς Μπγαδίτςα                     | село Сартана, тепер селище Іллічівського району міста Маріуполя Донецької області   | (румейс.)         | Кост, Мик                                                                    | ?         | 1850–1906; один з перших румейських поетів; писав переважно пісні (що часто ставали народними), але є в його доробку й поема «Жертва Авраама»; по батькові — Васильович               |
| Віктор Борота                                                | ?                                     | село Старогнатівка Тельманівського району Донецької області                         | (урум.), (рос.)   | Ч, КЛ/АДЛ/СР                                                                 | ?         | 1936; урумський поет, прозаїк, а ще й спортивний діяч (тренер із боротьби) |
| Василій Галла                                                | ?                                     | Малоянисоль                                                                         | (румейс.)         | Вол, ВБА, Х                                                                  | ?         | 1904–1938; поет, перекладач; репресований |
| М. Данно                                                     | ?                                     | ?                                                                                   | (румейс.)         | Х                                                                            | ?         | перша половина XX століття; поет |
| С. Делієв                                                    | ?                                     | ?                                                                                   | (румейс.)         | Х                                                                            | ?         | перша половина XX століття; поет |
| Дифіл Боспорит                                               | ?                                     | Боспор, тепер Східний Крим                                                          | (д.-гр.)          | ДЛ, ант                                                                      | ?         | остання третина IV століття до н. е.; філософ |
| Діонісій з Ольвії                                            | ?                                     | Ольвія, тепер біля Миколаєва                                                        | (д.-гр.)          | ант                                                                          | ?         | I століття до н. е.; географ |
| Діонісій з Ольвії                                            | ?                                     | Ольвія, тепер біля Миколаєва                                                        | (д.-гр.)          | ант                                                                          | ?         | II століття до н. е.; поет |
| Ф. Дрегалюк                                                  | ?                                     | ?                                                                                   | (румейс.)         | Х                                                                            | ?         | перша половина XX століття; поет |
| Фроса Зурнаджи                                               | Φρόςα Ζυρναδζζί                       | ?                                                                                   | (румейс.)         | Кост, Мик                                                                    | ?         | 1889–?; поетеса |
| Леонтій Кир’яков                                             | Леонтий Кирьяковс, Λεόντιος Κυριάκοβ  | село Сартана, тепер селище Приморське Донецької області                             | (румейс.)         | УЛЕ, Вол, ЛЗ, ВБА, Мик, Ч, НННСЗ, КЛ/АДЛ/СР, Х, ЛУ-04.IX.2008                | немає     | 1919–2008; румейський поет, перекладач, фольклорист; по батькові — Нестерович |
| Валерій Кіор                                                 | ?                                     | селище Старий Крим Іллічівського району міста Маріуполь Донецької області           | (урум.), (рос.)   | Ч, НННСЗ, КЛ/АДЛ/СР                                                          | немає     | 1951; основоположник урумської літератури; по батькові — Іванович |
| І. Кораїді                                                   | ?                                     | ?                                                                                   | (румейс.)         | Мик, Х                                                                       | ?         | перша половина XX століття; літературний критик |
| Г. Коссе                                                     | ?                                     | ?                                                                                   | (румейс.)         | Х                                                                            | ?         | перша половина XX століття; поет |
| Сава Коссе                                                   | ?                                     | село Нова Каракуба (Червона Поляна) Великоновосілківського району Донецької області | (румейс.)         | ВБА                                                                          | ?         | 1896–?; поет, сатирик; по батькові — Миколайович |
| Георгій Костоправ                                            | Γεόργιος Κοςτοπράβ, Георгис Костоправ | село Малоянисоль, тепер Куйбишеве Володарського району Донецької області            | (румейс.), (рос.) | УЛЕ, Кост, ЛУ-12.VI.1962, Вол, ЛЗ, ВБА, ЛУ-15.III.1984, Мик, Ч, Х, КЛ/АДЛ/СР | немає     | 1903–1938 (репресований); перший визначний поет з приазовських греків; організатор грецького літературного життя в Україні, а також на Кавказі; репресований; по батькові — Антонович |
| Григорій Лаго                                                | ?                                     | село Сартана, тепер селище Приморське Донецької області                             | (румейс.)         | Вол, Х                                                                       | ?         | 1914–1988; поет |
| Георгій Левченко                                             | ?                                     | село Малоянисоль, тепер Куйбишеве Володарського району Донецької області            | (румейс.), (рос.) | КЛ/АДЛ/СР                                                                    | ?         | 1947; доктор фізико-математичних наук, поет |
| Леон Лео                                                     | ?                                     | ?                                                                                   | (румейс.)         | Х                                                                            | ?         | перша половина XX століття; літературний критик; по батькові — Леонович |
| Петро Манчха                                                 | ?                                     | село Чермалик, тепер Тельманівського району Донецької області                       | (румейс.), (рос.) | Вол                                                                          | ?         | ? (творчій період — середина XX століття); перекладач, журналіст, публіцист |
| Анастас Мацука                                               | ?                                     | село Стила Старо-Бешевського району Донецької області                               | (румейс.)         | Х                                                                            | ?         | 1911–1944; поет, журналіст; репресований |
| Григорій Меотіс (Григорій Іванович Данченко)                 | ?                                     | село Урзуф                                                                          | (румейс.)         | ЛЗ, ВБА, КЛ/АДЛ/СР                                                           | ?         | 1941; поет |
| Анатолій Федорович Нейфельд                                  | ?                                     | ?                                                                                   | (румейс.)         | КЛ/АДЛ/СР                                                                    | ?         | XX–XXI століття; прозаїк, поет-перекладач |
| Дмитро Савич Папуш                                           | ?                                     | Сартана                                                                             | (румейс.), (рос.) | ВБА, КЛ/АДЛ/СР                                                               | ?         | 1918–?; поет, перекладач |
| Христофор Папуш                                              | Χριςτοφόρς Παπύςς                     | ?                                                                                   | (румейс.)         | Кост, Мик                                                                    | ?         | 1885–?; поет |
| Кирило Савович Пастур                                        | ?                                     | Сартана                                                                             | (румейс.)         | Вол, Х                                                                       | ?         | 1916–?; поет, перекладач |
| Георгій Патріча                                              | ?                                     | Малоянисоль Маріупольський район Донецької області                                  | (румейс.), (рос.) | Ч, КЛ/АДЛ/СР                                                                 | ?         | 1929–1993; поет; по батькові — Костянтинович |
| Димітріс Патріча                                             | ?                                     | ?                                                                                   | (румейс.)         | ?                                                                            | ?         | ? |
| Донат Патріча                                                | ?                                     | Малоянисоль Маріупольський район Донецької області                                  | (румейс.), (рос.) | Ч, НННСЗ, КЛ/АДЛ/СР                                                          | ?         | 1934–2004; поет, по батькові — Костянтинович |
| Димітрій Пенез                                               | ?                                     | ?                                                                                   | (румейс.)         | ?                                                                            | ?         | 1918; поет, фольклорист; по батькові — Федорович |
| Олімпіада Петренко-Ксенофонтова                              | ?                                     | Сартана                                                                             | (румейс.)         | ВБА                                                                          | ?         | 1909–1981; поетеса, фольклористка |
| Посейдоній Ольвіополіт із Боспору                            | ?                                     | Боспор, тепер Східний Крим                                                          | (д.-гр.)          | ант                                                                          | ?         | III — перша половина II століття до н. е.; історик |
| Янніс Психаріс                                               | Γιάννης Ψυχάρης                       | Одеса                                                                               | (гр.)             | КЛЭ, ИВЭ, НГ                                                                 | el        | 1854–1929; прозаїк, драматург, трошки поет, а головне — мовознавець, полум’яний та досвідчений оборонець дімотіки; приятель Віктора Гюґо та Шарля Леконт де Ліля, зять Ернеста Ренана |
| Павло Гаврилович Саравас                                     | ?                                     | село Малоянисоль, тепер Куйбишеве Володарського району Донецької області            | (гр.)             | Вол, ВБА, Х                                                                  | ?         | 1911–1987; поет, перекладач |
| Сиріск із Херсонесу                                          | ?                                     | Херсонес, тепер околиці Севастополя                                                 | (д.-гр.)          | ант                                                                          | ?         | II чи III століття до н. е.; історик |
| Смікр Боспорянин                                             | ?                                     | Боспор, тепер Східний Крим                                                          | (д.-гр.)          | ДЛ, ант                                                                      | ?         | остання третина IV століття до н. е.; філософ |
| Стратонік                                                    | ?                                     | Північне Причорномор’я                                                              | (д.-гр.)          | ант                                                                          | ?         | кінець I століття — перша половина II століття н. е. |
| Сфер Боспорянин                                              | ?                                     | Боспор, тепер Східний Крим                                                          | (д.-гр.)          | ДЛ, ант                                                                      | ?         | III століття до н. е.; філософ |
| Данил Теленчі                                                | ?                                     | село Малоянисоль, тепер Куйбишеве Володарського району Донецької області            | (румейс.)         | Вол, ВБА, Х                                                                  | ?         | 1910–1946; прозаїк, драматург, перекладач; репресований; по батькові — Данилович |
| Михаїл Тишлек                                                | ?                                     | село Нова Каракуба (Червона Поляна) Великоновосілківського району Донецької області | (румейс.)         | Вол, Х                                                                       | ?         | 1904–1953; журналіст, поет, прозаїк; репресований; по батькові — Миколайович |
| Федір Узун                                                   | ?                                     | ?                                                                                   | (румейс.)         | Х                                                                            | ?         | 1905–1943; поет; загинув на фронті; по батькові — Леонтійович |
| Ферпіс                                                       | ?                                     | ?                                                                                   | (румейс.)         | Мик                                                                          | ?         | перша половина XX століття; прозаїк |
| М. Фіта                                                      | ?                                     | ?                                                                                   | (румейс.)         | Х                                                                            | ?         | перша половина XX століття; поет |
| Кірикія Хавана                                               | ?                                     | Старогнатівка                                                                       | (урум.)           | КЛ/АДЛ/СР                                                                    | ?         | поетка; громадська діячка; по батькові — Іванівна |
| К. Хандельди                                                 | ?                                     | ?                                                                                   | (румейс.)         | Х                                                                            | ?         | перша половина XX століття; поет |
| Микола Хапланов                                              | ?                                     | ?                                                                                   | (румейс.)         | ?                                                                            | ?         | ? (сучасний) |
| Наталія Харакоз                                              | ?                                     | Маріуполь                                                                           | (румейс.)         | КЛ/АДЛ/СР                                                                    | ?         | поетеса, прозаїк; по батькові — Георгіївна |
| Ілсивет Хараман                                              | Ιλςιβέτ Χαραμάν                       | Сартана                                                                             | (румейс.)         | Кост, Мик                                                                    | ?         | середина XIX століття; народна поетка |
| Леонтій Хонагбей (Балджи)                                    | Λιβόνς Χοναχμπέι                      | Сартана                                                                             | (румейс.)         | Кост, Вол, Мик, фах. дж.                                                     | ?         | 1853–1918; народний поет-лірик; по батькові — Афанасійович |
| Антон Шапурма                                                | ?                                     | Сартана                                                                             | (румейс.)         | Вол, ЛЗ, ВБА, Мик, Ч, Х, КЛ/АДЛ/СР                                           | ?         | 1911–1987; поет, перекладач; по батькові — Амвросійович |
| Федір Шебаниць                                               | ?                                     | село Чермалик Тельманівського району                                                | (румейс.)         | КЛ/АДЛ/СР                                                                    | ?         | 1944; поет, прозаїк; по батькові — Федорович |
| Федір Ялі                                                    | ?                                     | Сартана                                                                             | (румейс.)         | Х                                                                            | ?         | перша половина XX століття; художник, літературний критик; по батькові — Георгійович                                                                                                  |

## Виноски
1. ↑  У п’ятому стовпчику перелічуються джерела, що було покладено в підвалини цього списку. Використано наступні скорочення:
  - УЛЕ — Українська літературна енциклопедія. Київ, 1988–1995 (три томи, видання не закінчено).
  - КЛЭ — Краткая литературная энциклопедия. Москва, 1962–1978 (дев’ять томів).
  - ИВЭ — История всемирной литературы. Москва, 1983–1994 (вісім томів, видання завершено, хоча спочатку планувалося дев’ять томів).
  - ЗПС — …З порога смерті… Письменники України — жертви сталінських репресїй. Київ, 1991.
  - Кост — З літератури маріюпільських греків. Зібрала й переклала К. Костан. Харків: Рух, 1932.
  - Вол — Є. Волошко. Грецькі поети України // Радянське літературознавство, 1965, № 11, с. 37–47.
  - ЛЗ — Ο Λενιν ζει = Ленін живе. Поезії. Оригінальні твори грецьких поетів України та їх переклади на українську мову. Київ: видавництво Київського університету, 1973.
  - ВБА — Від берегів Азова. Твори грецьких поетів України. Київ: Дніпро, 1979.
  - Мик — Ю. Микитенко. На берегах Отчизны новой (творчество греческих поэтов Украины) // Радуга, 1988, № 6, с. 150–155.
  - ПА — Пирнэшу астру = Сабати йылдыз [альманах румейських та урумських літераторів]. Донецьк: Донбас, 1988–1993 (чотири випуски).
  - Ч — Чабрец. Сборник произведений греческих поэтов Приазовья. Донецк: Донбасс, 1992.
  - КП — Козмуку пигадъ. Трагойдъа, дуя пратун анамеса ас румейски урумс ас ту Приазовья. Донецк: Донбас, 1994.
  - НННСЗ — На нашій, на своїй землі. Антологія різномовної поезії України. Київ: Головна спеціалізована редакція літератури мовами національних меншин України, 1995, кн. 1.
  - Х — О. К. Хаджинова. Греческие литераторы — современники Георгия Костоправа. Мариуполь, 2004.
  - КЛ/АДЛ/СР — Кардъако лого = Ана дылин лафы = Слово рідне. Антологія художньої літератури греків Приазов’я: поезія та проза. Донецьк: Донбас, 2005.
  - НГ — Новогрецька література. Антологія. Київ: Українська енциклопедія імені М. П. Бажана, 2008.
  - ДЛ — Дионисий Лаэртский. О жизни, учениях и изречениях знаменитых философов. Перевод с древнегреческого М. Л. Гаспарова. Москва: Мысль, 1986.
  - ант — різні джерела з історії культури античності.
  - ЛУ — Літературна Україна (газета).
2. ↑  У вікіпедії мовою понтійських греків (яка близька до румейської) статті не знайдено, проте є в російській: Костоправ Георгій Антонович.
3. ↑  Зустрічаються також варіанти імені Лівон та Леон, прізвища — Хонахбей.